# Leucania amurensis
Leucania amurensis är en fjärilsart som beskrevs av Otto Staudinger 1892. Leucania amurensis ingår i släktet Leucania och familjen nattflyn. Inga underarter finns listade i Catalogue of Life.